# Pajala Airport
Pajala Airport (IATA: PJA, ICAO: ESUP), tidigare  Pajala-Ylläs Airport, är en regional flygplats och ligger ca 15 km väster om Pajala tätort utmed länsväg 395 i Norrbottens län.

## Historia
Den 9 oktober 1984 bildade Pajala kommun en flygplatsgrupp. Gruppens uppdrag var att ta fram ett underlag för en flygplats i kommunen som tekniskt och ekonomiskt samt kommunikationsmässigt hade de största fördelarna. (Att idén om en flygplats föddes vid den här tiden tror man berodde på att det några år innan etablerades tre företag i kommunen i en helt ny och för de flesta pajalabor en helt obekant bransch, nämligen elektronik- och databranschen). Pajala sades vara Sveriges mest avlägsna och otillgängliga kommun. Redan två månader senare, i december samma år, hade gruppen kommit fram till var flygplatsen skulle ligga och faktum är att trots många andra alternativ sedan dess studerats och diskuterats, så ligger flygplatsen idag inte långt ifrån den plats som flygplatsgruppen redan 1984 förordade.
Det var under en tid, präglad av optimism och framtidstro som tankarna på flygkommunikation till och från Pajala föddes. Dock dröjde det till 1999 innan flygplatsen öppnades. Den politiska majoriteten för en flygplats var under de här 15 åren förblev stor och stabil. Pajalas flygplats är Sveriges senast byggda flygplats med reguljär linjetrafik.
Efter att flygplatsen öppnade upphandlade Pajala kommun flygtrafiken från Nordkalottflyg. 
Linjetrafiken till Luleå upphandlades 2002 av Rikstrafiken och 2010 av Trafikverket. Vid upphandlingen 2002 fick European Executive Express avtalet. I avtalsperioden 2005 till 2008 var det åter Nordkalottflyg som fortsatte efter upphandlingen 2008 fram till 2011 men under namnet Scandinavian Air Ambulance.
Det har både då och senare varit diskussion om detta stöd eftersom det är högst av Rikstrafikens alla stöd räknat per passagerare, 3000 kr, vilket är ganska mycket för tidsbesparingen på två timmar mot bil (det är 250 km med bil Pajala-Luleå flygplats, och 140 km Pajala-Gällivare flygplats. Närmaste alternativa flygplats är Kittilä flygplats 100 km bort, som dock inte har flyg från Stockholm, och stöd till en sådan linje skulle motsäga principerna om att inte stödja utlandslinjer). Restiden Stockholm-Pajala är runt fyra timmar via Pajala flygplats, fem timmar via Gällivare och sex timmar med bil Luleå-Pajala. Det finns en riktlinje för Rikstrafikens flygstöd, att det bör gå att resa från centrala Stockholm till alla kommunhuvudorter på fyra timmar. Övertorneå och Jokkmokk har för övrigt också runt fem timmar restid från centrala Stockholm, via Luleå respektive Gällivare flygplats.
När flygplatsen öppnades 1999 var rullbanans längd 1500 meter. Banan blev förlängd till 2300 meter under år 2007. Detta för att kunna ta ner större flygplan och därmed kunna ta emot större mängder turister. Det ger även möjlighet till direktflyg med Stockholm och charterflyg från exempelvis Tyskland.
I december 2013 kom det stora charterplan (med 180 passagerare var) för första gången. Fem flygningar utfördes från England och tillbaka med vit jul-turister. Försäljningen gick bra och fler flygningar utfördes december 2014 och varje år efter det. Det var 4 483 utrikespassagerare år 2017.
Det estniska bolaget Avies fick uppdraget att trafikera linjen Luleå–Pajala från 2011. Efter olika incidenter fråntogs de kontraktet i mars 2015. Linjen togs över av Jonair. Det var bara 1025 passagerare inrikes år 2015, men återhämtade sig till 2002 år 2017.

## Flygtrafik
Det finns två dagliga reguljärflyg per vardag till Luleå. Avgångarna till Luleå är anpassade så att det finns anslutning med flyg till/från Stockholm-Arlanda.
Linjen till Luleå upphandlas av Trafikverket som gav uppdraget till det estniska bolaget Avies för perioden oktober 2011 till 25 oktober 2015.. Antalet passagerare ökade. I mars 2015 tappade Avies säkerhetsgodkännandet och alla deras linjer snabbupphandlades med nya operatörer. Linjen Luleå–Pajala togs över av Jonair.

### Destinationer och flygbolag
| Flygbolag | Destinationer |
| --------- | ------------- |
| Jonair    | Luleå         |

## Marktransport
Det finns taxi och delad flygtaxi. Det finns ingen flygbuss. Linjebuss (nr 46) finns vid landsvägen, men går bara två gånger om dagen och är ej synkad med flyg. Hyrbil finns i Pajala tätort.